# Уналга (Лисячі острови)
Уналга (алеут. Unalĝa ) - острів з підгрупи Лисячих островів у складі Алеутських островів, що знаходяться на південному заході Аляски, США. Він розташований на північний схід від острова Уналашка та через протоку Акутан від острова Акутан на його північний схід. Це найзахідніший острів у східному районі Алеутських островів. Острів Уналга має площу 28,5 км2  і ненаселений. Довжина острова становить 6,7 км, ширина - 8,2 км.

## Подальше читання
- Острів Уналга: блок 1054, район перепису 1, східний район Алеутських островів, Аляска Бюро перепису населення США